# Article 194 de la Constitution belge
L'article 194 de la Constitution belge fait partie du titre VII Dispositions générales. Il fait de la ville de Bruxelles la capitale de la Belgique.
Il date du 7 février 1831 et était à l'origine — sous l'ancienne numérotation — l'article 126.

## Texte
« La ville de Bruxelles est la capitale de la Belgique et le siège du Gouvernement fédéral. »